# Diriá
Diriá est une municipalité nicaraguayenne du département de Granada au Nicaragua.

## Toponymie
Diriá est un toponyme d'origine  Mangue  signifiant collines vertes.

## Géographie
La municipalité est bordée au nord par la municipalité de San Juan de Oriente et la Laguna de Apoyo, au sud par la municipalité de Nandaime, à l'est par les municipalités de Diriomo et Granada, et à l'ouest par les municipalités de Niquinohomo et La Paz de Oriente. La capitale municipale est située à 64 kilomètres de la capitale Managua.
Le territoire municipal est considéré comme strictement morcelé et irrégulier, avec quelques chaînes de montagnes comme le Cerro de la Flor, le Cerro de las Ardillas et le Cerro Las Piedras. Il est situé dans la partie nord au-dessus de la Laguna de Apoyo, qui donne naissance à trois petites sources ou sources comme les rivières Limón, Chiquita et Las Pilas.

## Histoire
La date de fondation de la municipalité de Diriá est inconnue, son nom signifie « Colline ou hauteur » en langue Mangue, ce qui correspond à l'emplacement géographique de ses colons primitifs situés à proximité de la lagune Apoyo.

## Démographie
Diriá a une population actuelle de 7 221 habitants (2020). Parmi la population totale, 51% sont des hommes et 49% sont des femmes. Près de 61,4 % de la population vit dans la zone urbaine.

## Nature et climat
La municipalité a un climat tropicale de savane , avec des précipitations variant entre 1200 et 1400 mm, caractérisées par une bonne répartition tout au long de l'année, sa température moyenne atteint 27 °C, ce qui définit le climat comme semi-humide.

## Économie
Elle repose principalement sur la culture du riz, des haricots, du café et du maïs.

## Culture
Les fêtes patronales sont célébrées en l'honneur du Saint Patron Saint Pierre Apôtre du 18 juin à la fin juillet, la fête en l'honneur de Saint Sébastien du 19 au 21 janvier et la fête en l'honneur de Notre Dame des Abandons les 12 et 13 mai.